# ワールドシリーズ・バイ・ルノー

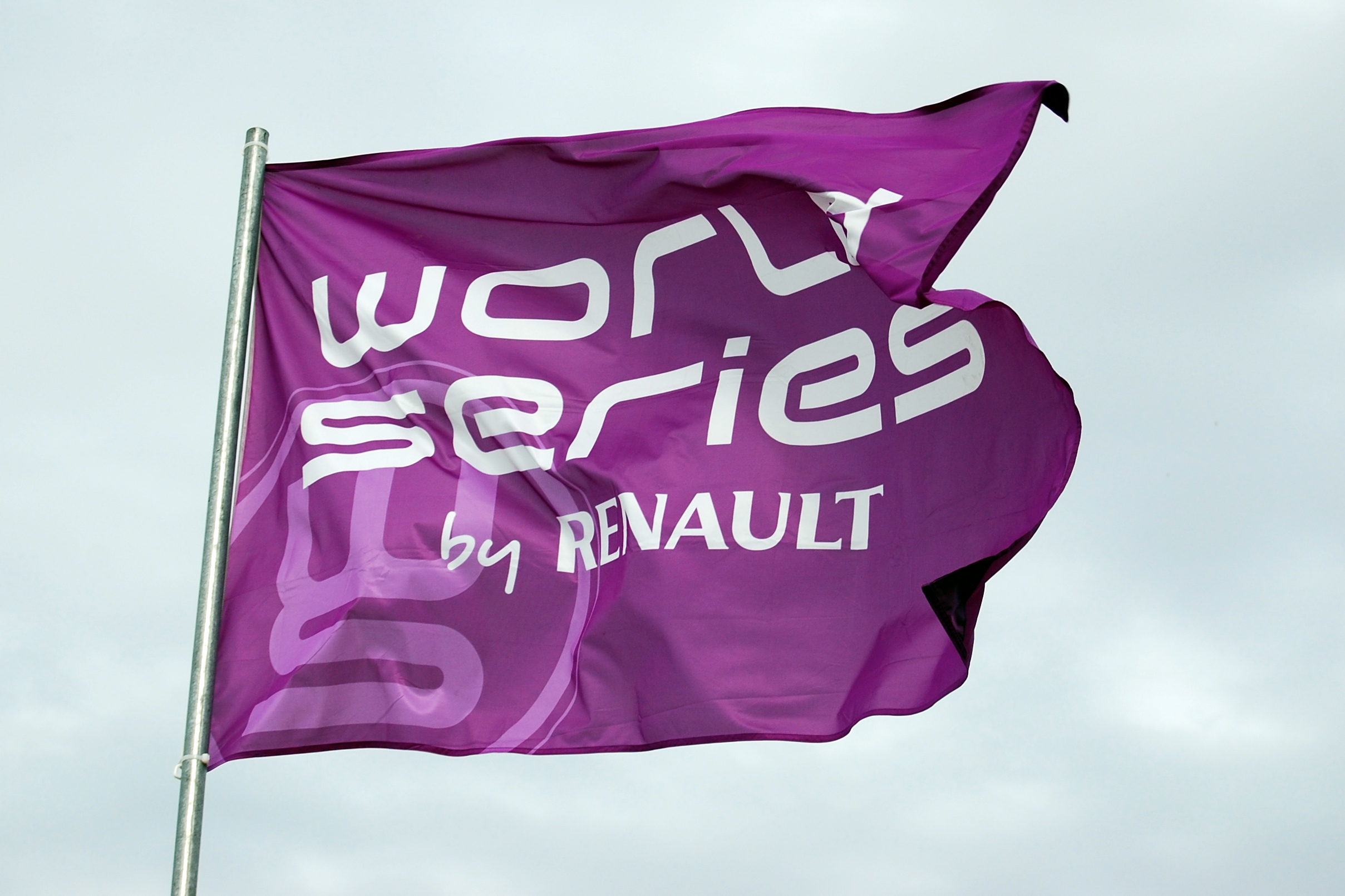
シリーズのフラッグ

ワールドシリーズ・バイ・ルノー（WSR）は、かつて開催されたルノー・スポールが主催するカーレースシリーズだった。2005年から開催され、主にメインレースのフォーミュラ・ルノー 3.5、サポートレースのユーロカップ・フォーミュラ・ルノー 2.0とユーロカップ・メガーヌ・トロフィーが行われた。

## 歴史
2005年、ルノー・スポールはワールドシリーズ・バイ・ルノーを開催し、メインレースにワールドシリーズ・バイ・ニッサンとフォーミュラ・ルノーV6・ユーロカップを統合した、フォーミュラ・ルノー3.5を開始した。またユーロカップ・フォーミュラ・ルノー 2.0とユーロカップ・メガーヌ・トロフィーも、メインのフォミュラ・ルノー3.5をサポートする為、2005年にシリーズに加わった。メガーヌ・トロフィー終了後の2015、2016年にルノー・スポール・トロフィーが開催され、F4・ユーロカップ 1.6も2010年のみワールドシリーズの一部になった。またユーロカップ・クリオも開催された。
このシリーズの入場料はパドックへの入場を含めてすべてが無料。平均入場者数は10万人を超える人気を誇った。

2015年7月末、ルノー・スポールは2016 年以降、フォーミュラ・ルノー 3.5への支援を打ち切り、シリーズの管理を共同主催者のRPMに引き継ぐことを発表した。しかしルノー・スポール・トロフィーとフォーミュラ・ルノー 2.0 ユーロカップでルノー・スポール・シリーズを継続すると述べた。そして翌年の2016年限りでシリーズは終了した。

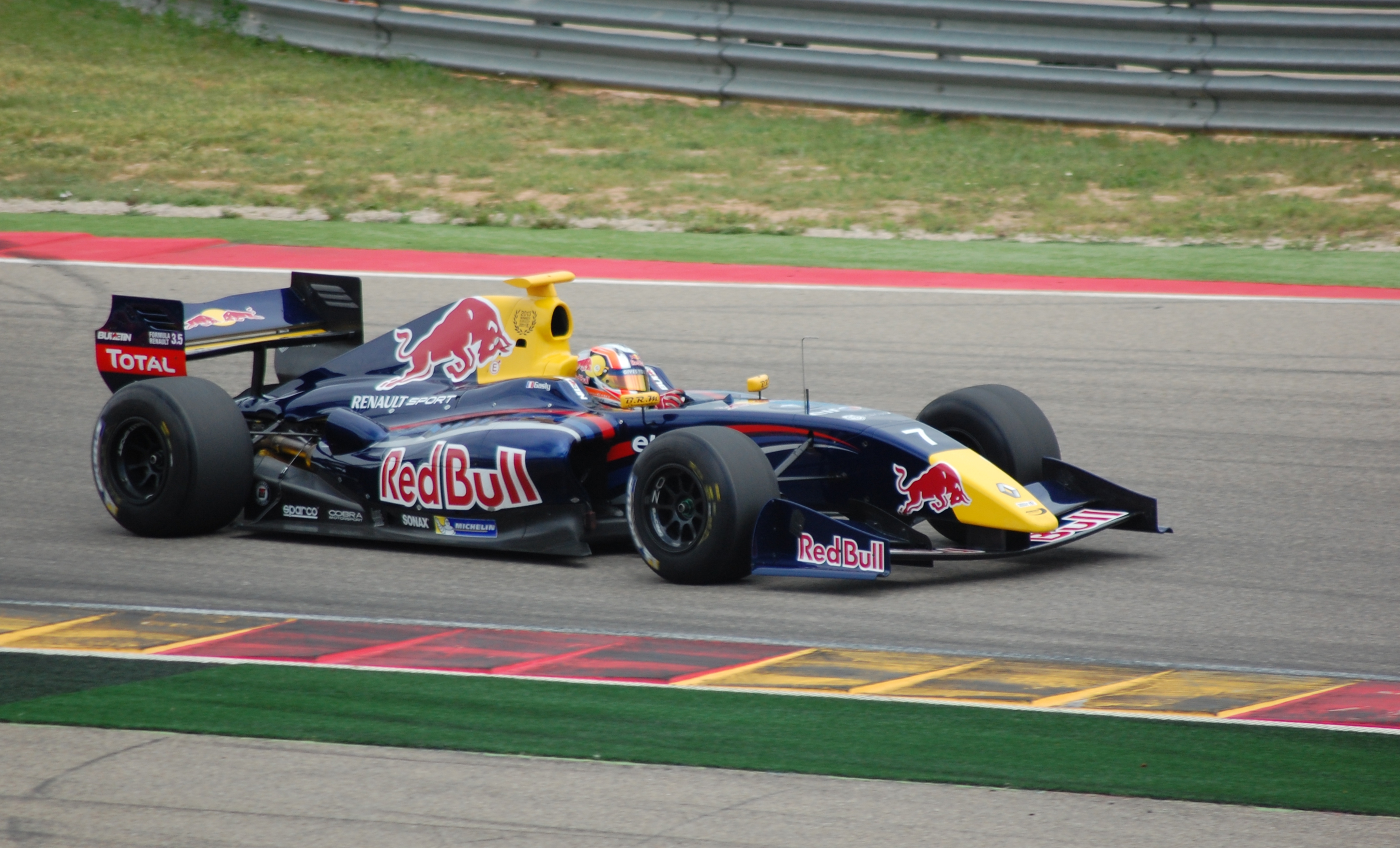
フォーミュラ・ルノー 3.5
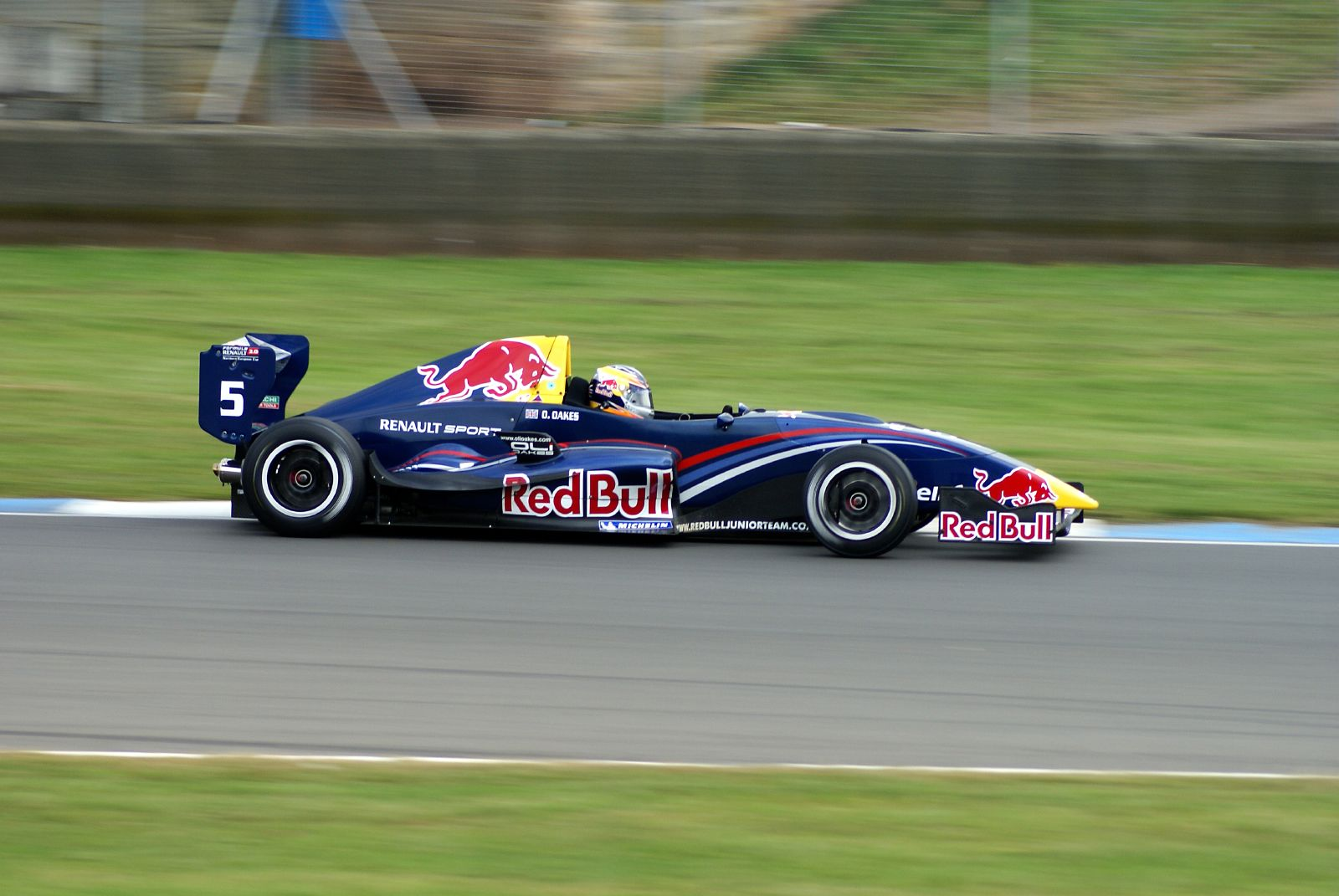
ユーロカップ・フォーミュラ・ルノー 2.0
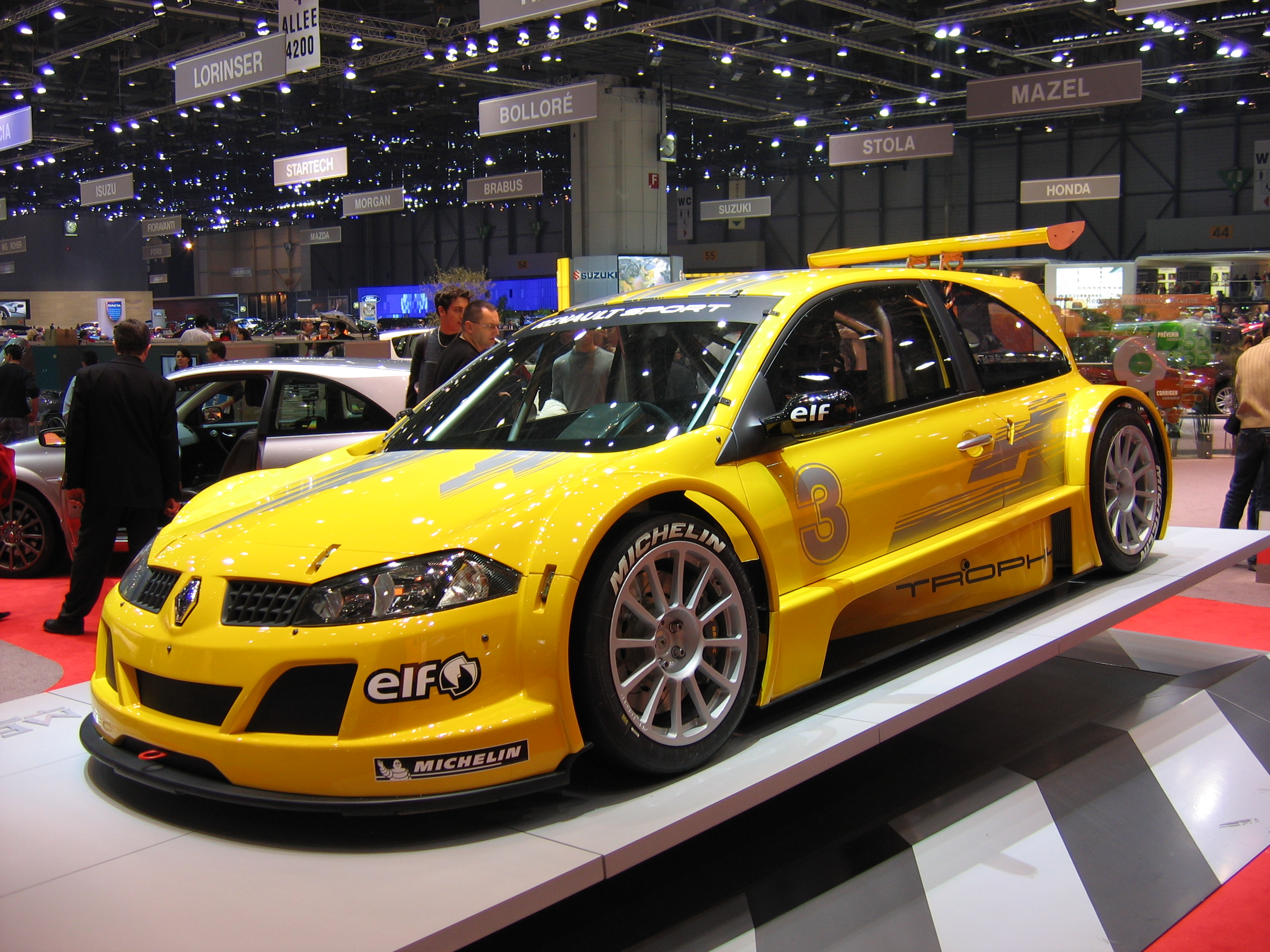
ユーロカップ・メガーヌ・トロフィー　メガーヌ RS
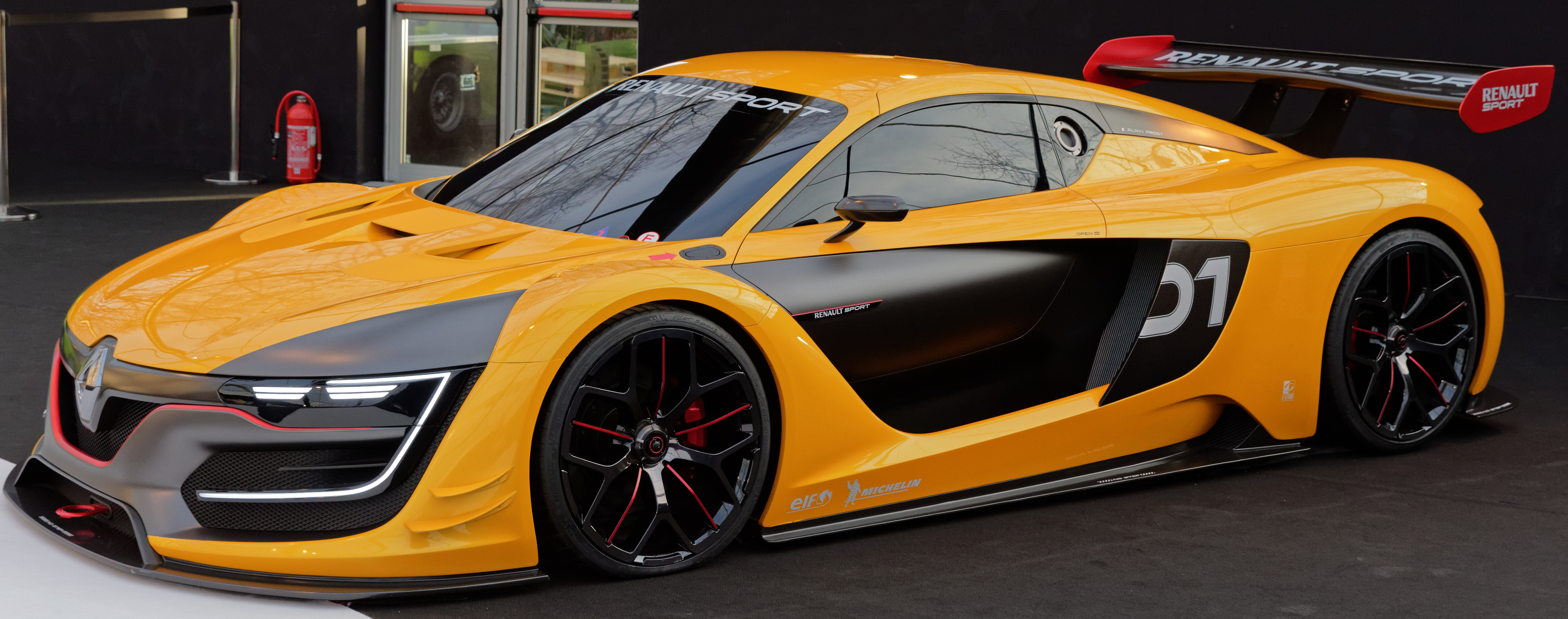
ルノー・スポール・トロフィー　R.S.01